# São Salvador da Aramenha
São Salvador da Aramenha is een plaats (freguesia) in de Portugese gemeente Marvão en telt 1527 inwoners (2001).